# BR Engineering
BR Engineering est une entreprise russe fondée par le russe Boris Rotenberg. L'entreprise conçoit des prototypes répondant à la réglementation LMP, dont le prototype BR01 en 2015 ; un prototype LMP1, la BR1, est conçu en 2018 en collaboration avec Dallara.
L'engagement des prototypes en compétition est assuré par le SMP Racing.